# Чабан, Григорий Петрович
Григорий Петрович Чабан (28.11.1937 — ?) — бригадир комплексной бригады строительного управления № 135 треста «Одестрансстрой» Министерства транспортного строительства СССР, г. Кишинёв Молдавской ССР, Герой Социалистического Труда (08.01.1974). Член КПСС с 1963 года.
Родился 28.11.1937 в селе Калиновка Кодымского района Одесской области.
Окончил Кишиневский индустриально-педагогический техникум.
С 1956 года работал в тресте «Одессатрансстрой» в его кишинёвском подразделении. С 1960-х гг. бригадир комплексной бригады строительного управления № 135, с 1977 г. мастер.
Широко используя прогрессивные методы работы, руководимая им комплексная бригада ускорила сроки сдачи жилых зданий и других строительных объектов.
За выдающиеся успехи в выполнении перевыполнении плана и принятых социалистических обязательств Указом Президиума Верховного Совета СССР от 08.01.1974 присвоено звание Героя Социалистического труда с вручением ордена Ленина и золотой медали «Серп и Молот».
Награждён орденами Ленина и «Знак Почёта».